# Sehel
Sehel (egipčansko Setet, arabsko جزيرة سهيل) je otok na Nilu približno 3,2 km jugozahodno od Asuana, Egipt. Otok leži približno na polovici poti med Asuanom in Asuanskim spodnjim jezom.

## Geografija
Otok Sehel prvi velik otok pod Nilovim prvim kataraktom in Asuanskim spodnjim jezom, zgrajenim leta 1902. Zaseda kar tri četrtine širine Nila. Po reki navzdol mu sledijo otoki  Saluga, Ambunarti, Elefantina  in Nabatat ( Kitchenerjev otok). Okoli njih je še veliko manjših otokov.

## Arheološka najdišča
Na otoku, ki se je v Starem Egiptu imenoval Setet,   je več arheoloških najdišč, med njimi tempelj boginje Anuket, boginje voda in Nilovih kataraktov.
Na Sehelu je bil v več obdobjih Egipta kamnolom granita, v katerem je na granitnih blokih veliko egipčanskih napisov. Največ so jih napisali popotniki na začetku ali na koncu potovanja v Nubijo. Na nekaterih so opisani tudi pomembni zgodovinski dogodki. Eden od takih je Stela lakote iz grško-rimskega obdobja, vendar opisuje dogodke iz obdobja Džoserjeve in Imhotepove vladavine. 
- Napisi v kamnolomu granita na Sehelu
- Stela lakote
- Stela lakote